# Relations entre l'Azerbaïdjan et le Turkménistan
Les relations entre l'Azerbaïdjan et le Turkménistan sont les relations extérieures entre la république d'Azerbaïdjan et le Turkménistan.

## Histoire
Les relations diplomatiques entre l'Azerbaïdjan et le Turkménistan ont été établies en 1992.
L'Azerbaïdjan a une ambassade à Achgabat et le Turkménistan a une ambassade à Bakou.